# Nijs Korevaar
Nijs Korevaar   (Mijnsheerenland, 31 de desembre de 1927 - Altendorf, 1 de desembre de 2016) va ser un waterpolista neerlandès que va competir durant les dècades de 1940 i 1950. Era el germà del matemàtic Jacob Korevaar i pare del també waterpolista Jan Jaap Korevaar.
El 1948 va prendre part en els Jocs Olímpics de Londres, on va guanyar la medalla de bronze en la competició de waterpolo. Quatre anys més tard, als Jocs de Hèlsinki, fou cinquè en la mateixa competició.
També guanyà el Campionat d'Europa de waterpolo de 1950.